# Bitectipora mucronifera
Bitectipora mucronifera är en mossdjursart som först beskrevs av Powell 1967.  Bitectipora mucronifera ingår i släktet Bitectipora och familjen Bitectiporidae. Inga underarter finns listade i Catalogue of Life.